# Альпийский пояс

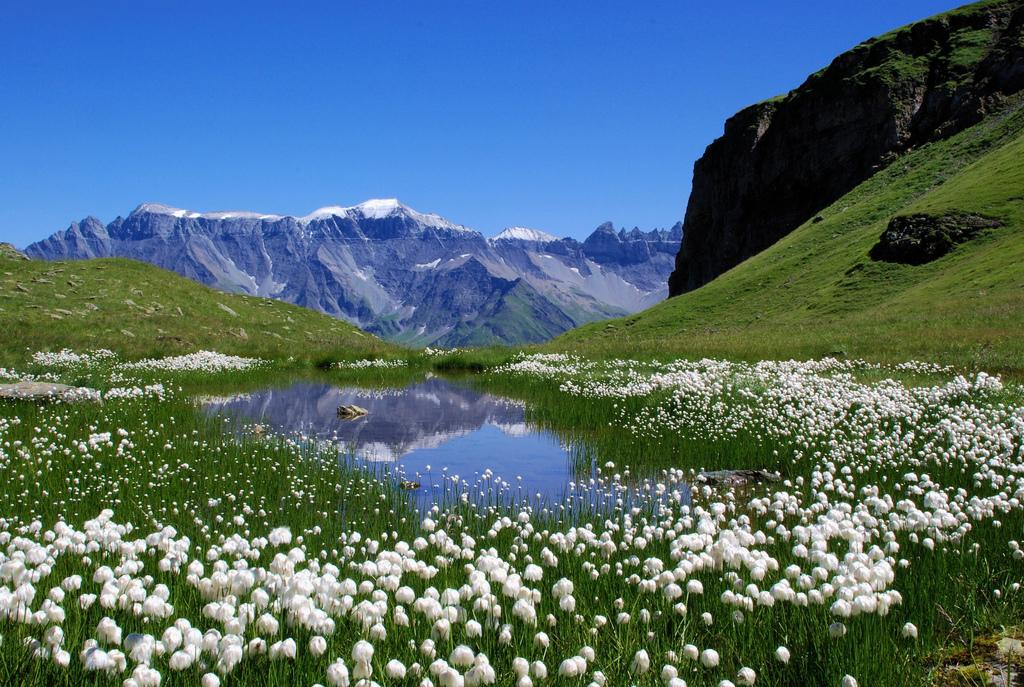
Луга альпийского пояса. Альпы, Швейцария

Альпийский пояс — географический и горный пояс, расположенный выше субальпийского пояса и ниже нивального пояса (пояса вечных снегов). Также — биом этого пояса.
Для альпийского пояса характерны значительная освещённость и интенсивность солнечной радиации. Среднегодовые температуры воздуха отрицательные. Сильные ветры. Свыше 1000 мм атмосферных осадков в год с длительным, а часто и нетающим снежным покровом. Нижняя граница альпийского пояса закономерно повышается от приморских к континентальным частям материков.
Для альпийского пояса характерно почти полное отсутствие деревьев и кустарников. Травянистые сообщества сложены низкорослыми многолетниками, в том числе вечнозелёными. Нередко встречаются растения в форме подушек и розеток.
Многие виды растений, растущие в альпийском поясе, ксероморфны. Это связано с сильным разогревом поверхности растений в дневные часы (до +50 °C).
Ночные температуры в альпийском поясе даже летом могут опускаться ниже нуля, что вызывает промерзание венчиков, но не приводит к их отмиранию: днём цветки оттаивают и продолжают цвести.
Существуют два вида альпийских лугов:
- луга с господством однодольных растений из семейств Злаки (Poaceae) и Осоковые (Cyperaceae).
- луга, в которых преобладают разнотравья, составленные преимущественно двудольными растениями.

Для альпийского пояса Анд характерны подушковидные растения.
Животных, обитающих в альпийском поясе, можно условно разделить на две группы:
- виды, постоянные обитающие в данном биоме, — все они впадают в зимнюю спячку (пищухи, полёвки, сурки);
- виды, при неблагоприятных условиях откочёвывающие в более низкие пояса (горные бараны, серны, туры).

Территории, относящиеся к альпийскому поясу, используются как летние пастбища.